# Sonia Tschorne
Sonia Leonor Tschorne Berestesky (Santiago, 26 de abril de 1954) es una arquitecta y política chilena de origen judío, miembro del Partido Socialista (PS). Fue subsecretaria de Vivienda y Urbanismo entre 2000 y 2004 y posteriormente, biministra de Estado en esa cartera y la de Bienes Nacionales, durante el gobierno del presidente Ricardo Lagos, desde 2004 hasta 2006.

## Familia y estudios
Nació en Santiago de Chile el 26 de abril de 1954, hija del ingeniero civil Jaime Tschorne Weinstein y de la kinesióloga Adriana Berestesky Oyarzo, ambos de origen judío. Realizó sus estudios primarios y secundarios en el Liceo n.º 7 de Niñas de Santiago. Continuó los superiores en la carrera de arquitectura de la Universidad de Chile, titulándose en 1982. Con posterioridad, cursó un máster en planificación del desarrollo urbano y regional en la Pontificia Universidad Católica (PUC).
Se casó en 1979 con el abogado socialista Osvaldo Pablo Lagos Puccio, quien fuera fiscal de Correos de Chile (2001-2006), del Banco del Estado de Chile (2006-2010 y 2022-presente) y de la Corporación de Fomento de la Producción (Corfo, 2014-2018). Con su cónyuge tuvo dos hijos, Matías y Catalina. Esta última, de profesión abogada, ejerce desde 2023 como miembro de la «Comisión Experta», organismo que se encargará de la redacción de un anteproyecto de nueva Constitución Política de la República, que posteriormente será discutido por el Consejo Constitucional, en el marco del proceso constituyente.

## Carrera profesional y política
Como arquitecta, uno de sus últimos y más importantes trabajos fue el «Plan Maestro de Edificación de Santiago Centro».
En el ámbito político, se incorporó a las filas del Partido Socialista (PS) en 1980, a los dieciséis años. Trabajó para los gobiernos de la coalición de partidos de centroizquierda Concertación de Partidos por la Democracia, la cual gobernó el país durante veinte años, desde 1990 hasta 2010.
Bajo el gobierno del presidente Eduardo Frei Ruiz-Tagle, entre 1994 y 2000, actuó como directora nacional de la «División de Arquitectura» del Ministerio de Obras Públicas (MOP). En el desempeño del puesto, asumió la presidencia de la «Comisión Nemesio Antúnez», encargada de incorporar Obras Artísticas en los edificios, espacios públicos y en las grandes obras de infraestructura pública del país.
Luego, el 11 de marzo de ese último año, fue nombrada por el presidente Ricardo Lagos Escobar como titular de la Subsecretaría de Vivienda y Urbamismo, función que ejerció hasta el 29 de septiembre de 2004 para asumir simultáneamente como titular de los ministerios de Vivienda y Urbanismo y Bienes Nacionales, reemplazando a Jaime Ravinet, quien fuera designado en Defensa Nacional; terminando así con el dominio del Partido Demócrata Cristiano (PDC) en esa cartera.
Se desempeñó como biministra de Estado hasta el fin del gobierno el 11 de marzo de 2006, fecha en que asumió la presidencia su compañera de partido, Michelle Bachelet. Desde entonces, regresó al Ministerio de Obras Públicas, primero trabajando en la naciente Dirección de Control y Fiscalización de Obras Concesionadas por encargo del ministro del ramo, Eduardo Bitran y luego a cargo de la Dirección General de Obras Públicas (DGOP) a pedido del sucesor de éste, Sergio Bitar. Su rol en dicho ministerio fue colaborar en la reactiviación de la cartera de concesiones, así como de otras obras de menor envergadura que durante la primera parte de la administración Bachelet no lograron ver la luz.
Luego de dejar el gobierno de Bachelet en 2010, ha integrado directorios de empresas públicas: EMOS, Metro y Empresa Portuaria de Valparaíso y de empresas privadas: Aguas Cordillera y Aguas Andinas (s). Además, integró el Consejo de Concesiones del Ministerio de Obras Públicas y es miembro del Consejo de Políticas de Infraestructura (CPI). Desde noviembre de 2018, forma parte del directorio del Consejo Nacional de Desarrollo Urbano (CNDU).